# Ischnoceros assimilis
Ischnoceros assimilis är en stekelart som beskrevs av Kusigemati 1984. Ischnoceros assimilis ingår i släktet Ischnoceros och familjen brokparasitsteklar. Inga underarter finns listade i Catalogue of Life.